# Гардангервідда (гірське плато)
Гардангервідда (норв. Hardangervidda) — гірське плато в районі Гардангер західної Норвегії. Найбільше високогірне плато Європи. Розташоване на висоті від 1200 до 1600 метрів над рівнем моря і має площу близько 8000 км², приблизно 3500 км якої займає Національний парк Гардангервідда. Із заходу до плато омиває Гардангер-фіорд.

## Геологія
Геологічно гірське плато Гардангервідда виникло близько 4,8 млн років тому. У своєму сьогоднішньому вигляді плато існує вже близько 10 тисяч років, з моменту відступу льодів в цій частині території Норвегії. Проте, ряд льодовиків, розташованих вище 1400 метрів над рівнем моря, зберігся - зокрема, льодовики Гардангерйокулен (норв. Hardangerjokulen), Напсфонн (норв. Nupsfonn) і Солфонн (норв. Solfonn), з яких Гардангерйокулен є найбільшим.
Перепад висот на плато становить від 1200 до 1600 м над рівнем моря. Найвищі точки плато знаходяться в його західній та південній частинах, від яких в східному напрямку йде поступове зниження. Найбільші річки плато також протікають у східному напрямку. Кілька більш дрібних річок також течуть в західному напрямку, утворюючи на своєму шляху ряд водоспадів різної висоти (найбільший — водоспад Ворінгфоссен (норв. Voringsfossen), висота падіння потоку 134 метри). Частина цих водоспадів на початку XX століття була пристосована для отримання електроенергії, проте інші водоспади збереглися і зараз знаходяться під державною охороною.

## Клімат

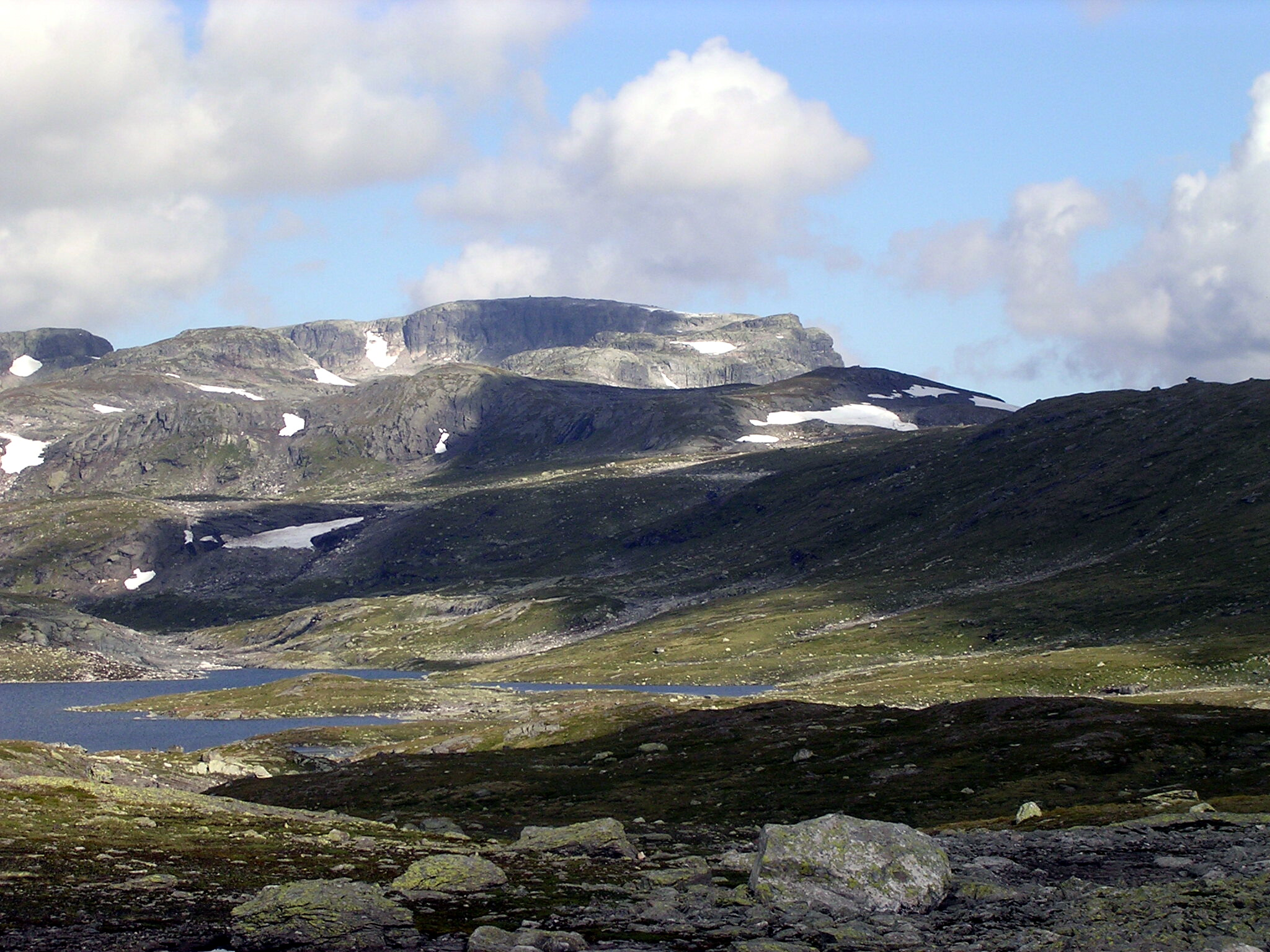
Сувора природа плато Гардангервідда

Середня температура повітря на Гардангервідда влітку - близько +15 ° C, взимку ж стовпчик термометра може опускатися нижче -20 ° C. Висота снігового покриву взимку може досягати 3 м і більше. Майже завжди дмуть сильні вітри.

## Флора
Приблизно 7000 років тому Гардангервідда була покрита лісами. Однак сьогодні лісу не піднімаються вище 1000 метрів над рівнем моря. Основу флори Гардангервіди становлять дуже різноманітні мохи, лишайники, трави і трав'янисті чагарники.

## Фауна
Фауна плато Гардангервідда представлена, в першу чергу, досить великою популяцією північних оленів. Олені заселили плато близько 5000 років тому і з того часу є його постійними мешканцями. Популяція оленів в різні роки може становити від 6000 до 12000 голів. Полювання на оленів в районі Гардангервідда жорстко обмежене державними нормативними актами Норвегії.
Також Гардангервіда є місцем проживання лисиць, горностаїв, лемінгів тощо.

## Цікаві факти
- На плато Гардангервідда знімали Планету Гот з фільму Зоряні війни. Епізод V: Імперія завдає удару у відповідь.